# Bloco Largadinho
Bloco Largadinho é um bloco carnavalesco criado pela cantora brasileira Claudia Leitte para o carnaval de Salvador, como parte do circuito Barra-Ondina e Campo Grande. O bloco também se apresenta em diversas cidades do Brasil em grandes micaretas. No dia 18 de outubro de 2012, o bloco foi lançado oficialmente no Rio de Janeiro durante o primeiro ensaio do bloco.

## Ensaios do Bloco Largadinho
Foram realizados cinco ensaios do Bloco Largadinho durante o período de 2012 e 2013, sendo três deles realizados na casa de shows Barra Music no Rio de Janeiro e dois no Alto do Andu em Salvador. Durante os cinco ensaios, Claudia Leitte recebeu no palco Marcelo Falcão, Belo, Tuca Fernandes, Xanddy, Ju Moraes, Alexandre Pires, Jacaré, Carlinhos Brown, Saulo Fernandes, Netinho, Preta Gil, Valesca Popozuda, Tatau, Tomate, Munhoz & Mariano, Felipe Pezzoni, Amanda Santiago, Filhos de Jorge, Pablo, Liah Soares e alguns ex-participantes do The Voice Brasil.

### Datas dos Ensaios
- 18 de outubro de 2012  Rio de Janeiro - RJ
- 29 de novembro de 2012  Rio de Janeiro - RJ
- 19 de dezembro de 2012  Salvador - BA
- 27 de dezembro de 2012  Rio de Janeiro - RJ
- 30 de janeiro de 2013  Salvador - BA

## Datas no Carnaval de Salvador
- 10 de fevereiro de 2013
- 11 de fevereiro de 2013
- 12 de fevereiro de 2013
- 1 de março de 2014
- 2 de março de 2014
- 3 de março de 2014
- 4 de março de 2014
- 16 de fevereiro de 2015[7]
- 17 de fevereiro de 2015[7]
- 7 de fevereiro de 2016 (comandado por Alinne Rosa)
- 8 de fevereiro de 2016[7]
- 9 de fevereiro de 2016[7]
- 26 de fevereiro de 2017
- 28 de fevereiro de 2017
- 13 de fevereiro de 2018
- 5 de março de 2019

## CD Promocional
Durante a temporada de shows do Ensaio do Bloco Largadinho, foi distribuído para os fãs e compradores do ingresso, um CD promocional com o parte do repertório do show de Claudia Leitte no período da Sambah Tour.
| Bloco Largadinho |                                                     |                                                                                            |         |  |
| N.º              | Título                                              | Compositor(es)                                                                             | Duração |  |
| 1.               | "Largadinho"                                        | Duller Fabinho Alcântara Samir                                                             | 3:38    |  |
| 2.               | "Burro Apaixonado"                                  | Luciano Pinto Dinho Nascimento                                                             | 3:59    |  |
| 3.               | "Exttravasa"                                        | Sérgio Rocha Zeca Brasileiro Adson Tapajós Jean Carvalho                                   | 4:14    |  |
| 4.               | "Beijar na Boca / (I Can't Get No) Satisfaction"    | Blanch Roger Tom Mick Jagger Keith Richards                                                | 3:32    |  |
| 5.               | "Famo$a (Billionaire) / O Samba da Minha Terra"     | Levine Mars McCoy Philip Lawrence Claudia Leitte Dorival Caymmi                            | 5:16    |  |
| 6.               | "Bola de Sabão"                                     | Ramon Cruz                                                                                 | 4:03    |  |
| 7.               | "A Camisa e o Botão"                                | Jaupery Tenninson del Rey                                                                  | 3:10    |  |
| 8.               | "As Máscaras"                                       | DelRey Guimarães Claudia Leitte Nonato Vascon                                              | 3:10    |  |
| 9.               | "Fulano in Sala / Loca"                             | Sérgio Rocha Adson Tapajós Zeca Brasileiro Shakira Edward Bello Armando Pérez Dylan Millis | 3:21    |  |
| 10.              | "Com Amor / Cabelo Raspadinho"                      | Edu CasaNova Tenison Delrey Durval Lelys Marcelo Brasileiro                                | 5:16    |  |
| 11.              | "Cai Fora / Amor à Prova / Eu Fico"                 | Claudia Leitte Sérgio Rocha Luciano Pinto Zeca Brasileiro Adson Tapajós                    | 4:45    |  |
| 12.              | "Largadinho" (participação especial: Anselmo Ralph) |                                                                                            | 3:42    |  |

| Segunda edição |                                                     |         |  |
| N.º            | Título                                              | Duração |  |
| 1.             | "Largadinho"                                        | 4:10    |  |
| 2.             | "Burro Apaixonado"                                  | 4:00    |  |
| 3.             | "Exttravasa"                                        | 3:38    |  |
| 4.             | "Beijar na Boca / (I Can't Get No) Satisfaction"    | 3:34    |  |
| 5.             | "Famo$a (Billionaire) / O Samba da Minha Terra"     | 5:19    |  |
| 6.             | "Bola de Sabão"                                     | 4:03    |  |
| 7.             | "A Camisa e o Botão"                                | 3:10    |  |
| 8.             | "Fulano in Sala / Loca"                             | 3:21    |  |
| 9.             | "Amor Toda Hora"                                    | 3:36    |  |
| 10.            | "Com Amor / Cabelo Raspadinho"                      | 5:16    |  |
| 11.            | "Cai Fora / Amor à Prova / Eu Fico"                 | 4:45    |  |
| 12.            | "Preto, Se Você Me Der Amor"                        | 2:47    |  |
| 13.            | "Dia da Farra e do Beijo"                           | 3:11    |  |
| 14.            | "Largadinho" (participação especial: Anselmo Ralph) | 3:42    |  |